# پرستین
پرستین (به انگلیسی: Presteigne، تلفظ: ‎/prɛsˈtiːn/‎) یک شهرک در ولز است که در پویس واقع شده‌است. پرستین ۲٬۷۱۰ نفر جمعیت دارد.

## خواهرخوانده
شهر Ligné خواهرخواندهٔ پرستین هست.